# Єфімов Гавриїл Дмитрович
Гавриїл Дмитрович Єфімов (24 лютого 1920 , Сульгачинське сільське поселенняd, Якутська Автономна Радянська Соціалістична Республіка  — 2000 , Якутськ ) — радянський і якутський громадський діяч, педагог, письменник, поет.

## Біографія
Гавриїл Єфімов народився в Сулгачинському наслігу Амгінського району (нині Ожулунський насліг) 24 лютого 1920 року. У 1940 закінчив Чурапчинське училище, в 1954 — Якутський педагогічний інститут за спеціальністю «Вчитель історії середньої школи».
Трудова діяльність Гавриїла Дмитровича розпочалася в 1940 році з призначення вчителем Чурапчинської, потім Хаяхситської семирічних шкіл. У 1942 році призваний до лав Червоної армії і воював на Північно-Західному фронті зв'язківцем 20 окремої лижної бригади 1234 стрілецького полку 370-ї стрілецької дивізії. Брав участь на боях у районі Старої Руси, під час битви на Ільменському озері був тяжко поранений. Нагороджений орденом Червоної Зірки та повернувся на батьківщину на двох милицях. Тоді його земляки-учні на вечорі заспівали пісню «Ієбер» («Матері») на його вірші, які він надіслав з фронту до журналу «Хотугу сулус» («Полярна зірка»).
В 1944 Єфимов був обраний 1-м секретарем Чурапчинського райкому комсомолу і пробув на цій посаді до 1946. Він проводив велику роботу серед молоді з турботою про дітей-сиріт, вдів війни.
Працював директором Китанахської (1947—1952), Ожулунської (1953—1954) семирічних шкіл, Чурапчинської середньої (1954—1957, 1961—1966) школи, Республіканської мовної школи-інтернату (1973), ПТУ-7 м Якутська (1978—1982).
1989 року Юхимів був обраний на посаду голови Республіканського товариства інвалідів. Він розпочав активну роботу з пенсійного забезпечення, брав участь у розробці нормативних актів, постанов щодо підтримки інвалідів.
1992 року в Якутії було прийнято Закон «Про соціальний захист інвалідів у Республіці Саха (Якутія)». Вважається, що завдяки Гавриїлу Юхимову у всіх районах республіки з'явилися громадські організації інвалідів та почали працювати виробничі цехи інвалідів. З 1992 року Республіканське товариство інвалідів під керівництвом Гавриїла Дмитровича стало проводити фестивалі «Запали свою зірку» для дітей-інвалідів, з 1993 року — спартакіаду інвалідів, тоді ж посилилася робота із забезпечення житлом інвалідів.
Гавриїл Єфімов також був письменником, писав нариси та статті про тяжку долю переселенців Чурапчинського улусу на Крайній Півночі, висвітлював соціальні питання, захоплювався віршами.

## Особисте життя
Був батьком дев'ятьох дітей. Багато дітей, онуків Юхимових стали педагогами та працюють у дошкільних, загальноосвітніх закладах, вищій школі та відзначені знаком «Династія педагогів Республіки Саха (Якутія)» — Єфімови (2010).

## Нагороди
- Медаль «За перемогу над Німеччиною» (1946);
- Медаль «За доблесну працю у Великій Вітчизняній війні 1941—1945 рр.» (1946);
- Медаль «За доблесну працю в ознаменування 100-річчя від дня народження В. І. Леніна» (1970);
- Знак «Відмінник народної освіти» (1970);
- Почесний громадянин Чурапчинського улусу (1970);
- Орден Вітчизняної війни І ступеня (1985)[4];
- Заслужений працівник культури ЯАССР (1990)[4];
- Орден Дружби (1998)[4];
- Почесний знак Російського комітету ветеранів війни (1999);
- 10 ювілейних медалей, почесні грамоти президії Верховної Ради ЯАССР, президента РС(Я)[3].

## Пам'ять
У селі Чурапча названо вулицю його ім'ям, у Чурапчинській середній школі щороку проводяться районні змагання серед юнаків старших класів. Про його життя брат Микола Єфімов випустив документальну повість «Алаас уола Аратаа» (2005), написані статті в республіканських, районних газетах, книгах про ветеранів ВВВ.
У лютому 2020 року Якутська республіканська організація Загальноросійської громадської організації «Всеросійське товариство інвалідів» до 100-річчя Гавриїла Єфімова провела низку заходів по Якутії: фестивалі творчості, спортивні змагання, акції, зустрічі та передачі телебачення та радіо.